# Llista de monuments de la Bisbal d'Empordà
Llista de monuments de la Bisbal d'Empordà inclosos en l'Inventari del Patrimoni Arquitectònic Català per al municipi de la Bisbal d'Empordà (Baix Empordà). Inclou els inscrits en el Registre de Béns Culturals d'Interès Nacional (BCIN) amb la classificació de monuments històrics, els Béns Culturals d'Interès Local (BCIL) de caràcter immoble i la resta de béns arquitectònics integrants del patrimoni cultural català.
| Monument                                                                       | Protecció    | Estil/època                               | Localització                                                   | Coordenades                                          | Codi?         | Imatge |
| ------------------------------------------------------------------------------ | ------------ | ----------------------------------------- | -------------------------------------------------------------- | ---------------------------------------------------- | ------------- | --- |
| Castell Palau                                                                  | BCIN 92-MH   | Romànic, gòtic, renaixement XII, XVI-XVII | La Bisbal d'Empordà Pl. del Castell                            | 41° 57′ 34″ N, 3° 02′ 14″ E / 41.959417°N,3.037257°E | RI-51-0003876 | Castell Palau (la Bisbal d'Empordà) · Vegeu més fotos d'aquest monument · Carregueu una nova foto d'aquest monument                                               |
| Castell d'Empordà, o de Llaneres                                               | BCIN 550-MH  | Gòtic-renaixement XIII-XVIII              | La Bisbal d'Empordà Castell d'Empordà                          | 41° 58′ 42″ N, 3° 02′ 39″ E / 41.978301°N,3.044066°E | RI-51-0005809 | Castell d'Empordà (la Bisbal d'Empordà) · Vegeu més fotos d'aquest monument · Carregueu una nova foto d'aquest monument                                           |
| Restes de muralla i recinte fortificat de Castell d'Empordà                    | BCIN 1834-MH | XIII                                      | La Bisbal d'Empordà Castell d'Empordà                          | 41° 58′ 45″ N, 3° 02′ 38″ E / 41.979058°N,3.043963°E | IPA-2059      | Restes de muralla i recinte fortificat de Castell d'Empordà (la Bisbal d'Empordà) · Vegeu més fotos d'aquest monument · Carregueu una nova foto d'aquest monument |
| Muralla de l'antic nucli de la Bisbal                                          | BCIN 4055-MH | Obra popular Medieval                     | La Bisbal d'Empordà                                            | 41° 57′ 37″ N, 3° 02′ 15″ E / 41.960197°N,3.037548°E | IPA-6935      | Muralla de l'antic nucli de la Bisbal (la Bisbal d'Empordà) · Vegeu més fotos d'aquest monument · Carregueu una nova foto d'aquest monument                       |
| Torre de defensa de l'antic molí de la Torre                                   | BCIN 4066-MH | Gòtic tardà XV-XVI                        | La Bisbal d'Empordà Al costat de la carretera de Girona        | 41° 58′ 24″ N, 3° 01′ 42″ E / 41.9733°N,3.028427°E   | IPA-6919      | Torre de defensa de l'antic molí de la Torre (la Bisbal d'Empordà) · Vegeu més fotos d'aquest monument · Carregueu una nova foto d'aquest monument                |
| Les Voltes de la Bisbal                                                        | BCIL 2015    | Neoclassicisme XIX                        | La Bisbal d'Empordà Les Voltes, ctra. Palamós-Girona           | 41° 57′ 39″ N, 3° 02′ 21″ E / 41.96096°N,3.03909°E   | IPA-6910      | Les Voltes de la Bisbal (la Bisbal d'Empordà) · Vegeu més fotos d'aquest monument · Carregueu una nova foto d'aquest monument                                     |
| Església de Santa Maria                                                        | BCIL 2015    | Barroc XVIII                              | La Bisbal d'Empordà Pl. Major                                  | 41° 57′ 36″ N, 3° 02′ 19″ E / 41.96008°N,3.03854°E   | IPA-6911      | Església de Santa Maria (la Bisbal d'Empordà) · Vegeu més fotos d'aquest monument · Carregueu una nova foto d'aquest monument                                     |
| Església de Sant Jaume, Església de Sant Pol de la Bisbal                      |              | Romànic, barroc XI, XVIII-XIX             | La Bisbal d'Empordà Sant Pol de la Bisbal                      | 41° 55′ 46″ N, 3° 02′ 10″ E / 41.929523°N,3.036021°E | IPA-6912      | Església de Sant Jaume (la Bisbal d'Empordà) · Vegeu més fotos d'aquest monument · Carregueu una nova foto d'aquest monument                                      |
| Casa Miquel                                                                    | BCIL 2015    | Barroc XVIII                              | La Bisbal d'Empordà Pl. Major, 17                              | 41° 57′ 35″ N, 3° 02′ 18″ E / 41.95983°N,3.03824°E   | IPA-6914      | Casa Miquel (la Bisbal d'Empordà) · Vegeu més fotos d'aquest monument · Carregueu una nova foto d'aquest monument                                                 |
| Casa Caramany                                                                  | BCIL 2015    | Gòtic tardà XV                            | La Bisbal d'Empordà C. de la Riera, 9-11                       | 41° 57′ 36″ N, 3° 02′ 15″ E / 41.96008°N,3.03762°E   | IPA-6915      | Casa Caramany (la Bisbal d'Empordà) · Vegeu més fotos d'aquest monument · Carregueu una nova foto d'aquest monument                                               |
| Can Llac                                                                       | BCIL 2015    | Obra popular XV                           | La Bisbal d'Empordà C. Muriel Casals, 12 - c. Pompeu Fabra, 21 | 41° 57′ 46″ N, 3° 02′ 21″ E / 41.96266°N,3.03906°E   | IPA-6916      | Can Llac (la Bisbal d'Empordà) · Vegeu més fotos d'aquest monument · Carregueu una nova foto d'aquest monument                                                    |
| Rectoria                                                                       | BCIL 2015    | Gòtic tardà, obra popular XV-XI           | La Bisbal d'Empordà C. Santa Maria del Puig, 20                | 41° 57′ 33″ N, 3° 02′ 17″ E / 41.95924°N,3.038°E     | IPA-6917      | Rectoria (la Bisbal d'Empordà) · Vegeu més fotos d'aquest monument · Carregueu una nova foto d'aquest monument                                                    |
| Sant Martí de Llaneres, Sant Martí de Castell d'Empordà                        |              | Gòtic tardà XVI                           | La Bisbal d'Empordà Castell d'Empordà                          | 41° 58′ 51″ N, 3° 03′ 08″ E / 41.9807°N,3.0521°E     | IPA-6918      | Sant Martí de Llaneres (la Bisbal d'Empordà) · Vegeu més fotos d'aquest monument · Carregueu una nova foto d'aquest monument                                      |
| Pont Vell                                                                      | BCIL 2015    | Obra popular XVII                         | La Bisbal d'Empordà C. del Pont - c. de Cavallers              | 41° 57′ 37″ N, 3° 02′ 14″ E / 41.96023°N,3.0371°E    | IPA-6920      | Pont Vell (la Bisbal d'Empordà) · Vegeu més fotos d'aquest monument · Carregueu una nova foto d'aquest monument                                                   |
| Mas Figueró                                                                    |              | Obra popular XVII                         | La Bisbal d'Empordà Castell d'Empordà                          | 41° 58′ 47″ N, 3° 02′ 41″ E / 41.97966°N,3.04468°E   | IPA-6921      | Mas Figueró (la Bisbal d'Empordà) · Vegeu més fotos d'aquest monument · Carregueu una nova foto d'aquest monument                                                 |
| Capella de la Mare de Déu del Remei                                            |              | Obra popular XVII-XVIII                   | La Bisbal d'Empordà Castell d'Empordà                          | 41° 58′ 40″ N, 3° 02′ 39″ E / 41.97781°N,3.0442°E    | IPA-6922      | Capella de la Mare de Déu del Remei (la Bisbal d'Empordà) · Vegeu més fotos d'aquest monument · Carregueu una nova foto d'aquest monument                         |
| Església de la Pietat                                                          | BCIL 2015    | Barroc XVIII                              | La Bisbal d'Empordà Pl. Benet Mercader                         | 41° 57′ 30″ N, 3° 02′ 16″ E / 41.95845°N,3.03788°E   | IPA-6923      | Església de la Pietat (la Bisbal d'Empordà) · Vegeu més fotos d'aquest monument · Carregueu una nova foto d'aquest monument                                       |
| Les Voltes d'en Galí                                                           | BCIL 2015    | Neoclassicisme XIX                        | La Bisbal d'Empordà C. de les Mesures                          | 41° 57′ 36″ N, 3° 02′ 21″ E / 41.95998°N,3.03915°E   | IPA-6924      | Les Voltes d'en Galí (la Bisbal d'Empordà) · Vegeu més fotos d'aquest monument · Carregueu una nova foto d'aquest monument                                        |
| Habitatge al carrer Ample, 34                                                  |              | Obra popular XIX                          | La Bisbal d'Empordà C. Ample, 34                               | 41° 57′ 33″ N, 3° 02′ 20″ E / 41.95928°N,3.03899°E   | IPA-6925      | Habitatge al carrer Ample, 34 (la Bisbal d'Empordà) · Vegeu més fotos d'aquest monument · Carregueu una nova foto d'aquest monument                               |
| Can Veí                                                                        | BCIL 2015    | Obra popular XIX                          | La Bisbal d'Empordà C. Valls d'en Colomer, 1 - Raval, 2        | 41° 57′ 33″ N, 3° 02′ 21″ E / 41.9591°N,3.03904°E    | IPA-6926      | Can Veí (la Bisbal d'Empordà) · Vegeu més fotos d'aquest monument · Carregueu una nova foto d'aquest monument                                                     |
| Cals Americanos, Mundo Nuevo                                                   | BCIL 2015    | Eclecticisme XIX                          | La Bisbal d'Empordà C. de l'Aigüeta, 78                        | 41° 57′ 53″ N, 3° 02′ 06″ E / 41.96475°N,3.03489°E   | IPA-6927      | Cals Americanos (la Bisbal d'Empordà) · Vegeu més fotos d'aquest monument · Carregueu una nova foto d'aquest monument                                             |
| Can Boy, Can Balaguer                                                          |              | Eclecticisme XIX                          | La Bisbal d'Empordà C. de l'Aigüeta, 40-44                     | 41° 57′ 49″ N, 3° 02′ 10″ E / 41.96367°N,3.03618°E   | IPA-6928      | Can Boy (la Bisbal d'Empordà) · Vegeu més fotos d'aquest monument · Carregueu una nova foto d'aquest monument                                                     |
| Cinema Mundial                                                                 | BCIL 2015    | Modernisme XX                             | La Bisbal d'Empordà Pg. Marimon Asprer, 8                      | 41° 57′ 44″ N, 3° 02′ 15″ E / 41.96236°N,3.0376°E    | IPA-6929      | Cinema Mundial (la Bisbal d'Empordà) · Vegeu més fotos d'aquest monument · Carregueu una nova foto d'aquest monument                                              |
| Ajuntament Vell                                                                |              | Noucentisme XVI, XIX, XX                  | La Bisbal d'Empordà C. de les Mesures, 17 - c. Ample           | 41° 57′ 36″ N, 3° 02′ 21″ E / 41.96013°N,3.0392°E    | IPA-6930      | Ajuntament Vell (la Bisbal d'Empordà) · Vegeu més fotos d'aquest monument · Carregueu una nova foto d'aquest monument                                             |
| Casa de Cultura, Edifici de la Caixa de Pensions per a la Vellesa i d'Estalvis |              | Noucentisme XX                            | La Bisbal d'Empordà Pl. Llibertat, 14 - Av. de les Voltes, 2   | 41° 57′ 40″ N, 3° 02′ 17″ E / 41.961188°N,3.038026°E | IPA-6931      | Vegeu més fotos d'aquest monument · Carregueu una nova foto d'aquest monument                                                                                     |
| Institut de Formació Professional, Escoles públiques                           |              | Modernisme XX                             | La Bisbal d'Empordà C. 1 d'Octubre de 2017, 16-24              | 41° 57′ 35″ N, 3° 02′ 26″ E / 41.95961°N,3.04049°E   | IPA-6932      | Institut de Formació Professional (la Bisbal d'Empordà) · Vegeu més fotos d'aquest monument · Carregueu una nova foto d'aquest monument                           |
| Torre Maria, Oficina d’Informació i Turisme                                    |              | Noucentisme XX                            | La Bisbal d'Empordà C. de l'Aigüeta, 17 - c. Pau Casals        | 41° 57′ 45″ N, 3° 02′ 09″ E / 41.96253°N,3.03579°E   | IPA-6933      | Torre Maria (la Bisbal d'Empordà) · Vegeu més fotos d'aquest monument · Carregueu una nova foto d'aquest monument                                                 |
| Convent de Sant Sebastià i església de Sant Francesc                           | BCIL 2015    | Gòtic, renaixement, barroc XVI-XVIII      | La Bisbal d'Empordà                                            | 41° 57′ 05″ N, 3° 02′ 17″ E / 41.95126°N,3.03818°E   | IPA-6934      | Convent de Sant Sebastià (la Bisbal d'Empordà) · Vegeu més fotos d'aquest monument · Carregueu una nova foto d'aquest monument                                    |
| Església dels Dolors                                                           | BCIL 2015    | Barroc XVIII, XIX                         | La Bisbal d'Empordà C. Nou, 11                                 | 41° 57′ 32″ N, 3° 02′ 27″ E / 41.95885°N,3.0409°E    | IPA-6938      | Església dels Dolors (la Bisbal d'Empordà) · Vegeu més fotos d'aquest monument · Carregueu una nova foto d'aquest monument                                        |
| Hospital                                                                       | BCIL 2015    | Barroc XVIII                              | La Bisbal d'Empordà C. Hospital, 7                             | 41° 57′ 30″ N, 3° 02′ 15″ E / 41.95833°N,3.03755°E   | IPA-6939      | Hospital (la Bisbal d'Empordà) · Vegeu més fotos d'aquest monument · Carregueu una nova foto d'aquest monument                                                    |
| Carrer de Baix                                                                 |              | Obra popular                              | La Bisbal d'Empordà Castell d'Empordà                          | 41° 58′ 43″ N, 3° 02′ 39″ E / 41.97866°N,3.04403°E   | IPA-6940      | Carrer de Baix (la Bisbal d'Empordà) · Vegeu més fotos d'aquest monument · Carregueu una nova foto d'aquest monument                                              |
| Fàbrica la Terracotta, Terracotta Museu                                        |              | Obra popular XX                           | La Bisbal d'Empordà C. Sis d'Octubre de 1869, 99               | 41° 57′ 33″ N, 3° 02′ 39″ E / 41.95925°N,3.04427°E   | IPA-49100     | Fàbrica la Terracotta (la Bisbal d'Empordà) · Carregueu una nova foto d'aquest monument                                                                           |
| Casa Pere Lloveras i Vidal                                                     |              | Noucentisme XX                            | La Bisbal d'Empordà C. de l’Aigüeta, 106                       | 41° 57′ 57″ N, 3° 02′ 03″ E / 41.96585°N,3.03411°E   | IPA-50698     | Carregueu una nova foto d'aquest monument |
| Mobles Matarrodona                                                             |              | Noucentisme XX                            | La Bisbal d'Empordà C. de l’Aigüeta, 33 - ctra. de Cruïlles    | 41° 57′ 47″ N, 3° 02′ 09″ E / 41.96318°N,3.03577°E   | IPA-50700     | Carregueu una nova foto d'aquest monument |
| Oficina per a la Caixa de Pensions i d'Estalvi                                 |              | Noucentisme XX                            | La Bisbal d'Empordà Av. Voltes, 13                             | 41° 57′ 40″ N, 3° 02′ 20″ E / 41.96106°N,3.03876°E   | IPA-50701     | Carregueu una nova foto d'aquest monument |
| Pont de Dalt                                                                   |              | Obra popular                              | La Bisbal d'Empordà Sobre la riera del Vilar                   | 41° 54′ 14″ N, 3° 02′ 51″ E / 41.903875°N,3.047378°E | IPA-50709     | Carregueu una nova foto d'aquest monument |
| Pont de la riera del Vilar                                                     |              | Obra popular                              | La Bisbal d'Empordà                                            | 41° 54′ 15″ N, 3° 02′ 47″ E / 41.904041°N,3.046302°E | IPA-50710     | Carregueu una nova foto d'aquest monument |
| Edifici d'habitatges i Volta de la Mel                                         | BCIL 2015    | Obra popular XVIII                        | La Bisbal d'Empordà Pl. Major, 8 - c. de les Mesures, 1        | 41° 57′ 35″ N, 3° 02′ 19″ E / 41.95974°N,3.03852°E   | IPA-52448     | Edifici d'habitatges i Volta de la Mel (la Bisbal d'Empordà) · Carregueu una nova foto d'aquest monument                                                          |
| Edifici al carrer del Bisbe 6                                                  | BCIL 2015    | Obra popular                              | La Bisbal d'Empordà C. del Bisbe, 6 - c. Cavallers             | 41° 57′ 35″ N, 3° 02′ 14″ E / 41.95965°N,3.03732°E   | IPA-52449     | Carregueu una nova foto d'aquest monument |
| Edifici d'habitatges al carrer Raval 1-5                                       | BCIL 2015    | Gòtic-Renaixement XVI                     | La Bisbal d'Empordà C. Raval, 1-5 - c. Ample, 31               | 41° 57′ 33″ N, 3° 02′ 21″ E / 41.95922°N,3.03906°E   | IPA-52451     | Carregueu una nova foto d'aquest monument |
| Edifici a la plaça Major 18                                                    | BCIL 2015    | Obra popular                              | La Bisbal d'Empordà Pl. Major, 18 - c. Riera, 1                | 41° 57′ 36″ N, 3° 02′ 17″ E / 41.96001°N,3.03803°E   | IPA-52452     | Carregueu una nova foto d'aquest monument |
| Can Salamó, Consell Comarcal del Baix Empordà                                  | BCIL 2015    | Neoclassicisme XVII, XIX                  | La Bisbal d'Empordà C. Tarongers, 12 - c. Valentí Almirall, 26 | 41° 57′ 31″ N, 3° 02′ 22″ E / 41.95859°N,3.03954°E   | IPA-52453     | Carregueu una nova foto d'aquest monument |
| Can Ciurana                                                                    | BCIL 2015    | Obra popular XVII                         | La Bisbal d'Empordà Pl. Benet Mercader, 3 - c. Tarongers       | 41° 57′ 31″ N, 3° 02′ 18″ E / 41.95861°N,3.03826°E   | IPA-52455     | Carregueu una nova foto d'aquest monument |
| Drogueria Farreny                                                              |              | Obra popular XIX, XX                      | La Bisbal d'Empordà C. Riera, 7                                | 41° 57′ 36″ N, 3° 02′ 16″ E / 41.96007°N,3.03773°E   | IPA-54076     | Carregueu una nova foto d'aquest monument |